# TGZex
TGZex – format pakietu instalacyjnego używanego przez dystrybucję systemu operacyjnego Linux KateOS. Pakiety w tym formacie posiadają rozszerzenie .tgz
Format ten jest rozszerzeniem standardowego dla Slackware pakietu TGZ o wbudowaną obsługę zależności (tj. zawiera w sobie wszystkie informacje o innych pakietach wymaganych do instalacji).